# Списак нерешених проблема у математици
Многи математички проблеми су постављени, али још увек нису решени. Ови проблеми долазе из многих области математике, као што су теоријска физика, рачунарство, алгебра, анализа, комбинаторика, алгебарска, диференцијална, дискретна и еуклидска геометрија, теорија графова, теорија група, теорија модела, теорија бројева, теорија скупова, Ремзијева теорија, динамички системи и парцијалне диференцијалне једначине. Неки проблеми припадају више од једној дисциплини и проучавају се коришћењем техника из различитих области. Награде се често додељују за решење дугогодишњег проблема, а неки спискови нерешених проблема, као што су Миленијумски проблеми, добијају значајну пажњу.
Овај списак је скуп значајних нерешених проблема поменутих у претходно објављеним листама, укључујући, али не ограничавајући се на листе које се сматрају ауторитативним, а проблеми наведени овде се значајно разликују и по тежини и по важности.

## Спискови нерешених проблема у математици
Различити математичари и организације објављивали су и промовисали спискове нерешених математичких проблема. У неким случајевима, спискови су били повезани са наградама за проналазаче решења.
| Списак                                    | Број проблема | Број нерешених или непотпуно решених | Предложио/ла                   | Година предлога                                              |
| ----------------------------------------- | ------------- | ------------------------------------ | ------------------------------ | ------------------------------------------------------------ |
| Хилбертови проблеми                       | 23            | 15                                   | Давид Хилберт                  | 1900.                                                        |
| Ландауови проблеми                        | 4             | 4                                    | Едмунд Ландау                  | 1912.                                                        |
| Танијамини проблеми                       | 36            | –                                    | Јутака Танијама                | 1955.                                                        |
| Терстонових 24 питања                     | 24            | 2                                    | Вилијам Терстон                | 1982.                                                        |
| Смејлови проблеми                         | 18            | 14                                   | Стивен Смејл                   | 1998.                                                        |
| Миленијумски проблеми                     | 7             | 6                                    | Математички институт Клеј      | 2000.                                                        |
| Сајмонови проблеми                        | 15            | < 12                                 | Бери Сајмон                    | 2000.                                                        |
| Нерешени проблеми у математици за 21. век | 22            | –                                    | Жаир Миноро Абе, Шотаро Танака | 2001.                                                        |
| Математички изазови агенције DARPA        | 23            | –                                    | DARPA                          | 2007.                                                        |
| Ердешеви проблеми                         | > 934         | 617                                  | Пал Ердеш                      | Током шест деценија Ердешеве каријере, од 1930-их до 1990-их |

### Миленијумски проблеми
Од првобитних седам Миленијумских проблема које је Математички институт Клеј поставио 2000. године, шест је до данас остало нерешено:
- Бирчова и Свинертон-Дајерова хипотеза
- Хоџова хипотеза
- Постојање и глаткост Навије-Стоксових једначина
- P наспрам NP проблем
- Риманова хипотеза
- Јанг-Милсова егзистенција и масени процеп

Седми проблем, Поенкареова хипотеза, решио је Григориј Перелман 2003. године. Међутим, генерализација названа глатка четвородимензионална Поенкареова хипотеза — то јест, да ли четвородимензионална тополошка сфера може имати две или више нееквивалентних глатких структура — је нерешена.

### Свеске
- Коуровска свеска (Коуровская тетрадь) је збирка нерешених проблема у теорији група, први пут објављена 1965. године и од тада много пута ажурирана.[16]
- Свердловска свеска (Свердловская тетрадь) је збирка нерешених проблема у теорији полугрупа, први пут објављена 1965. године и ажурирана сваке 2 до 4 године од тада.[17][18][19]
- Дњестарска свеска (Днестровская тетрадь) наводи неколико стотина нерешених проблема у алгебри, посебно у теорији прстенова и теорији модула.[20][21]
- Ерлаголска свеска (Эрлагольская тетрадь) наводи нерешене проблеме у алгебри и теорији модела.[22]

## Нерешени проблеми

### Алгебра
- Бирч-Тејтова хипотеза о вези између реда центра Штајнбергове групе прстена целих бројева поља бројева и Дедекиндове зета-функције поља.
- Бомбијери-Лангова хипотеза о густинама рационалних тачака алгебарских површи и алгебарских варијетета дефинисаних на пољима алгебарских бројева и њиховим проширењима.
- Конова хипотеза уградње у теорији фон Нојманових алгебри.
- Крузеова хипотеза: матрична норма комплексне функције {\displaystyle f} примењене на комплексну матрицу {\displaystyle A} је највише два пута већа од супремума од {\displaystyle |f(z)|} над пољем вредности од {\displaystyle A}.
- Детерминантна хипотеза о детерминанти збира две нормалне матрице.
- Ајленберг-Ганеова хипотеза: група са кохомолошком димензијом 2 такође има дводимензионални Ајленберг-Маклејнов простор {\displaystyle K(G,1)}.
- Фарел-Џоунсова хипотеза о томе да ли су одређена пресликавања склапања изоморфизми.
  - Бостова хипотеза: специфичан случај Фарел-Џоунсове хипотезе.
- Проблем репрезентације коначне решетке: да ли је свака коначна решетка изоморфна конгруентној решетки неке коначне универзалне алгебре?[23]
- Гончаровљева хипотеза о кохомологији одређених мотивских комплекса.
- Гринова хипотеза: Клифордов индекс не-хиперелиптичке криве одређен је степеном до којег она, као канонска крива, има линеарне сизигије.
- Гротендик-Кацова p-кривинска хипотеза: претпостављени локално-глобални принцип за линеарне обичне диференцијалне једначине.
- Хадамарова хипотеза: за сваки позитиван цео број {\displaystyle k}, постоји Хадамарова матрица реда {\displaystyle 4k}.
  - Вилијамсонова хипотеза: проблем проналажења Вилијамсонових матрица, које се могу користити за конструкцију Хадамарових матрица.
- Хадамаров проблем максималне детерминанте: која је највећа детерминанта матрице чији су елементи сви једнаки 1 или -1?
- Хилбертов петнаести проблем: поставити Шубертов рачун на ригорозне темеље.
- Хилбертов шеснаести проблем: које су могуће конфигурације повезаних компоненти М-кривих?
- Хомолошке хипотезе у комутативној алгебри
- Џејкобсонова хипотеза: пресек свих степена Џејкобсоновог радикала левог и десног Нетериног прстена је тачно 0.
- Капланскијеве хипотезе
- Кетеова хипотеза: ако прстен нема нил идеал осим {\displaystyle \{0\}}, онда нема ни нил једнострани идеал осим {\displaystyle \{0\}}.
- Мономијална хипотеза о Нетериним локалним прстенима.
- Постојање савршених квадара и повезане хипотезе о квадрима.
- Пирс-Биркофова хипотеза: свака комадно-полиномијална функција {\displaystyle f:\mathbb {R} ^{n}\rightarrow \mathbb {R} } је максимум коначног скупа минимума коначних колекција полинома.
- Ротина хипотеза о бази: за матроиде ранга {\displaystyle n} са {\displaystyle n} дисјунктних база {\displaystyle B_{i}}, могуће је креирати матрицу {\displaystyle n\times n} чији су редови {\displaystyle B_{i}} и чије су колоне такође базе.
- Серова хипотеза II (алгебра): ако је {\displaystyle G} просто повезана полупроста алгебарска група над савршеним пољем кохомолошке димензије највише {\displaystyle 2}, онда је скуп Галоаове кохомологије {\displaystyle H^{1}(F,G)} једнак нули.
- Серова хипотеза о позитивности да ако је {\displaystyle R} комутативни регуларни локални прстен, и {\displaystyle P,Q} су прости идеали од {\displaystyle R}, онда {\displaystyle \dim(R/P)+\dim(R/Q)=\dim(R)} имплицира {\displaystyle \chi (R/P,R/Q)>0}.
- Хипотеза о униформној ограничености за рационалне тачке: да ли алгебарске криве рода {\displaystyle g\geq 2} над пољима бројева {\displaystyle K} имају највише неки ограничен број {\displaystyle N(K,g)} {\displaystyle K}-рационалних тачака?
- Дивљи проблеми: проблеми који укључују класификацију парова матрица {\displaystyle n\times n} под симултаном конјугацијом.
- Зариски-Липманова хипотеза: за комплексни алгебарски варијетет {\displaystyle V} са координатним прстеном {\displaystyle R}, ако су деривације од {\displaystyle R} слободан модул над {\displaystyle R}, онда је {\displaystyle V} гладак.
- Цаунерова хипотеза: да ли SIC-POVM постоје у свим димензијама?
- Цилбер-Пинкова хипотеза да ако је {\displaystyle X} мешовити Шимурин варијетет или полуабелов варијетет дефинисан над {\displaystyle \mathbb {C} }, и {\displaystyle V\subseteq X} је подваријетет, онда {\displaystyle V} садржи само коначно много атипичних подваријетета.

#### Теорија група
- Ендруз-Кертисова хипотеза: свака балансирана презентација тривијалне групе може се трансформисати у тривијалну презентацију низом Нилсенових трансформација на релаторима и конјугацијама релатора.
- Ограничени Бернсајдов проблем: за које позитивне целе бројеве m, n је слободна Бернсајдова група B(m,n) коначна? Конкретно, да ли је B(2, 5) коначна?
- Гуралик-Томпсонова хипотеза о композиционим факторима група у системима рода 0.[24]
- Херцог-Шенхајмова хипотеза: ако коначан систем левих косета подгрупа групе {\displaystyle G} формира партицију од {\displaystyle G}, онда коначни индекси наведених подгрупа не могу бити различити.
- Инверзни Галоаов проблем: да ли је свака коначна група Галоаова група неког Галоаовог проширења рационалних бројева?
- Проблем изоморфизма Коксетерових група
- Да ли постоји бесконачан број Леинстер група?
- Да ли генерализовани муншајн постоји?
- Да ли је свака коначно презентована периодична група коначна?
- Да ли је свака група сурјунктивна?
- Да ли је свака дискретна, пребројива група софична?
- Проблеми у теорији петљи и квазигрупа разматрају генерализације група.

#### Теорија репрезентација
- Артурове хипотезе
- Дејдова хипотеза која повезује бројеве карактера блокова коначне групе са бројевима карактера блокова локалних подгрупа.
- Демазурова хипотеза о репрезентацијама алгебарских група над целим бројевима.
- Каждан-Лустигове хипотезе које повезују вредности Каждан-Лустигових полинома у тачки 1 са репрезентацијама комплексних полупростих Лијевих група и Лијевих алгебри.
- Макејова хипотеза: у групи {\displaystyle G}, број иредуцибилних комплексних карактера степена који није дељив простим бројем {\displaystyle p} једнак је броју иредуцибилних комплексних карактера нормализатора било које Силовљеве {\displaystyle p}-подгрупе унутар {\displaystyle G}.

### Анализа
- Бренанова хипотеза: процена интеграла степена модула деривата конформних пресликавања у отворени јединични диск, на одређеним подскуповима од {\displaystyle \mathbb {C} }.
- Фугледеова хипотеза о томе да ли су неконвексни скупови у {\displaystyle \mathbb {R} } и {\displaystyle \mathbb {R} ^{2}} спектрални ако и само ако поплочавају транслацијом.
- Гудманова хипотеза о коефицијентима вишевалентних функција.
- Проблем инваријантног подпростора – да ли сваки ограничени оператор на комплексном Банаховом простору пресликава неки нетривијални затворен подпростор у самог себе?
- Кунг-Траубова хипотеза о оптималном реду мултипоинт итерације без меморије.[25]
- Лемерова хипотеза о Малеровој мери нециклотомских полинома.[26]
- Проблем средње вредности: дато је комплексни полином {\displaystyle f} степена {\displaystyle d\geq 2} и комплексни број {\displaystyle z}, да ли постоји критична тачка {\displaystyle c} од {\displaystyle f} таква да је {\displaystyle |f(z)-f(c)|\leq |f'(z)||z-c|}?
- Помпејуов проблем о топологији домена за које нека ненулта функција има интеграле који нестају над сваком конгруентном копијом.[27]
- Сендовљева хипотеза: ако комплексни полином степена најмање {\displaystyle 2} има све корене у затвореном јединичном диску, онда је сваки корен на растојању {\displaystyle 1} од неке критичне тачке.
- Витушкинова хипотеза о компактним подскуповима од {\displaystyle \mathbb {C} } са аналитичким капацитетом {\displaystyle 0}.
- Која је тачна вредност Ландауових константи, укључујући Блохову константу?
- Регуларност решења Ојлерових једначина.
- Конвергенција Флинт Хилс серије.
- Регуларност решења Власов-Максвелових једначина.

### Комбинаторика
- 1/3–2/3 хипотеза – да ли сваки коначни делимично уређен скуп који није тотално уређен садржи два елемента x и y таква да је вероватноћа да се x појави пре y у случајном линеарном проширењу између 1/3 и 2/3?[28]
- Дитертова хипотеза која се односи на максимум постигнут одређеном функцијом матрица са реалним, ненегативним уносима који задовољавају услов сумације.
- Проблеми у латинским квадратима – отворена питања у вези са латинским квадратима.
- Хипотеза о усамљеном тркачу – ако {\displaystyle k} тркача са међусобно различитим брзинама трчи око стазе дужине један, да ли ће сваки тркач бити "усамљен" (тј. на удаљености од најмање {\displaystyle 1/k} од сваког другог тркача) у неком тренутку?[29]
- Савијање мапа – различити проблеми у савијању мапа и марака.
- Проблем "нема три у линији" – колико тачака се може поставити на мрежу {\displaystyle n\times n} тако да ниједне три од њих не леже на истој правој?
- Рудинова хипотеза о броју квадрата у коначним аритметичким прогресијама.[30]
- Хипотеза о сунцокрету – да ли се број скупова величине {\displaystyle k} потребан за постојање сунцокрета од {\displaystyle r} скупова може ограничити експоненцијалном функцијом у {\displaystyle k} за свако фиксно {\displaystyle r>2}?
- Франклова хипотеза о унијом-затвореним скуповима – за сваку фамилију скупова затворених под унијом постоји елемент (из основног простора) који припада половини или више скупова.[31]
- Дати комбинаторну интерпретацију Кронекерових коефицијената.[32]
- Вредности Дедекиндових бројева {\displaystyle M(n)} за {\displaystyle n\geq 10}.[33]
- Вредности Ремзијевих бројева, посебно {\displaystyle R(5,5)}.
- Вредности Ван дер Верденових бројева.
- Проналажење функције за моделирање самоизбегавајућих шетњи од n-корака.[34]

### Динамички системи
- Арнолд-Гивенталова хипотеза и Арнолдова хипотеза – повезивање симплектичке геометрије са Морзеовом теоријом.
- Бери-Таборова хипотеза у квантном хаосу.
- Проблем Стефана Банаха – да ли постоји ергодички систем са простим Лебеговим спектром?[35]
- Хипотеза Џорџа Дејвида Биркофа – ако је билијарски сто строго конвексан и интеграбилан, да ли је његова граница нужно елипса?[36]
- Колацова хипотеза (позната и као хипотеза {\displaystyle 3n+1}).
- Еденова хипотеза да је супремум локалних Љапуновљевих димензија на глобалном атрактору постигнут у стационарној тачки или нестабилној периодичној орбити уграђеној у атрактор.
- Хипотеза Александра Еременка: свака компонента скупа бекства целе трансценденталне функције је неограничена.
- Фатуова хипотеза да је квадратна фамилија пресликавања из комплексне равни у себе хиперболичка за отворен густ скуп параметара.
- Хипотеза Хилела Фурстенберга – да ли је свака инваријантна и ергодичка мера за акцију {\displaystyle \times 2,\times 3} на кругу или Лебегова или атомска?
- Каплан-Јоркова хипотеза о димензији атрактора у терминима његових Љапуновљевих експонената.
- Хипотеза Григорија Маргулиса – класификација мера за дијагонализабилне акције у групама вишег ранга.
- Хилберт-Арнолдов проблем – да ли постоји униформна граница на граничним циклусима у генеричким коначно-параметарским фамилијама векторских поља на сфери?
- MLC хипотеза – да ли је Манделбротов скуп локално повезан?
- Многи проблеми у вези са спољашњим билијаром, на пример, показивање да спољашњи билијари у односу на скоро сваки конвексан полигон имају неограничене орбите.
- Хипотеза о квантној јединственој ергодичности о расподели својствених функција високе фреквенције Лапласијана на негативно закривљеној многострукости.[37]
- Проблем вишеструког мешања Владимира Абрамовича Рохлина – да ли су сви јако мешајући системи такође јако 3-мешајући?[38]
- Вајнштајнова хипотеза – да ли регуларан компактан нивоски скуп типа контакта Хамилтонове функције на симплектичкој многострукости носи барем једну периодичну орбиту Хамилтоновог тока?
- Да ли сваки позитиван цео број генерише жонглерску секвенцу која се завршава са 1?
- Љапуновљева функција: Други метод Љапунова за стабилност – За које класе ОДЈ, које описују динамичке системе, други метод Љапунова, формулисан у класичним и канонски генерализованим облицима, дефинише неопходне и довољне услове за (асимптотску) стабилност кретања?
- Да ли је сваки реверзибилни ћелијски аутомат у три или више димензија локално реверзибилан?[39]

### Игре и слагалице

#### Комбинаторне игре
- Судоку:
  - Колико слагалица има тачно једно решење?[40]
  - Колико слагалица са тачно једним решењем је минимално?[40]
  - Који је максималан број датих бројева за минималну слагалицу?[40]
- Варијанте икс-окса:
  - С обзиром на ширину табле за икс-окс, која је најмања димензија таква да је X гарантовано да има победничку стратегију? (Види такође Хејлс-Џуетова теорема и nd игра)[41]
- Шах:
  - Који је исход савршено одигране партије шаха? (Види такође предност првог потеза у шаху)
- Го:
  - Која је савршена вредност Комија?
- Да ли су ним-секвенце свих коначних окталних игара на крају периодичне?
- Да ли је ним-секвенца Грандијеве игре на крају периодична?

#### Игре са несавршеним информацијама
- Рандеву проблем

### Геометрија

#### Алгебарска геометрија
- Хипотеза изобиља: ако је канонски сноп пројективног варијетета са Кавамата лог терминалним сингуларитетима неф, онда је он полу-обилан.
- Басова хипотеза о коначној генерацији одређених алгебарских К-група.
- Бас-Квиленова хипотеза која повезује векторске снопове над регуларним Нетериним прстеном и над полиномским прстеном {\displaystyle A[t_{1},\ldots ,t_{n}]}.
- Делињова хипотеза: било која од бројних хипотеза названих по Пјеру Делињу.
  - Делињова хипотеза о Хохшилдовој кохомологији о операдичкој структури на Хохшилдовом коланчаном комплексу.
- Диксмијеова хипотеза: сваки ендоморфизам Вејлове алгебре је аутоморфизам.
- Фребергова хипотеза о Хилбертовим функцијама скупа форми.
- Фуџитина хипотеза у вези са линијским снопом {\displaystyle K_{M}\otimes L^{\otimes m}} конструисаним од позитивног холоморфног линијског снопа {\displaystyle L} на компактној комплексној многострукости {\displaystyle M} и канонског линијског снопа {\displaystyle K_{M}} од {\displaystyle M}.
- Проблем општег слона: да ли општи слонови имају највише Ду Валове сингуларитете?
- Хартсхорнове хипотезе[42]
- У сферној или хиперболичкој геометрији, да ли полиедри са истим волуменом и Деновом инваријантом морају бити конгруентни сечењем?[43]
- Јакобијанова хипотеза: ако полиномско пресликавање над пољем карактеристике 0 има константну ненулту Јакобијеву детерминанту, онда има регуларну (тј. са полиномским компонентама) инверзну функцију.
- Манинова хипотеза о расподели рационалних тачака ограничене висине у одређеним подскуповима Фано варијетета.
- Маулик–Некрасов–Окунков–Пандарипанде хипотеза о еквиваленцији између Громов-Витенове теорије и Доналдсон-Томасове теорије.[44]
- Нагатина хипотеза о кривама, специфично минимални степен потребан да раванска алгебарска крива прође кроз скуп веома општих тачака са прописаним мултиплицитетима.
- Нагата-Биранова хипотеза да ако је {\displaystyle X} глатка алгебарска површ и {\displaystyle L} је обилан линијски сноп на {\displaystyle X} степена {\displaystyle d}, онда за довољно велико {\displaystyle r}, Сешадријева константа задовољава {\displaystyle \varepsilon (p_{1},\ldots ,p_{r};X,L)=d/{\sqrt {r}}}.
- Накаијева хипотеза: ако комплексни алгебарски варијетет има прстен диференцијалних оператора генерисан својим садржаним деривацијама, онда мора бити гладак.
- Паршинова хипотеза: више алгебарске К-групе било ког глатког пројективног варијетета дефинисаног над коначним пољем морају нестати до на торзију.
- Хипотеза о секцији о цепању хомоморфизама група из фундаменталних група комплетних глатких кривих над коначно генерисаним пољима {\displaystyle k} до Галоаове групе од {\displaystyle k}.
- Стандардне хипотезе о алгебарским циклусима.
- Тејтова хипотеза о вези између алгебарских циклуса на алгебарским варијететима и Галоаовим репрезентацијама на еталним кохомолошким групама.
- Вирасоро хипотеза: одређена генераторна функција која кодира Громов-Витен инваријанте глатког пројективног варијетета је фиксирана дејством половине Вирасоро алгебре.
- Зарискијева хипотеза о мултиплицитету о тополошкој еквисингуларности и еквимултиплицитету варијетета у сингуларним тачкама.[45]
- Да ли су бесконачни низови флипова могући у димензијама већим од 3?
- Резолуција сингуларитета у карактеристици {\displaystyle p}.

#### Покривање и паковање
- Борсуков проблем о горњим и доњим границама за број подскупова мањег пречника потребних за покривање ограниченог n-димензионалног скупа.
- Проблем покривања Радоа: ако унија коначно много паралелних квадрата има јединичну површину, колико мала може бити највећа површина покривена дисјунктним подскупом квадрата?[46]
- Ердеш-Олерова хипотеза: када је {\displaystyle n} троугаони број, паковање {\displaystyle n-1} кругова у једнакостранични троугао захтева троугао исте величине као паковање {\displaystyle n} кругова.[47]
- Проблем покривања диска о проналажењу најмањег реалног броја {\displaystyle r(n)} тако да се {\displaystyle n} дискова радијуса {\displaystyle r(n)} могу распоредити тако да покрију јединични диск.
- Проблем додирујућих бројева за димензије различите од 1, 2, 3, 4, 8 и 24.[48]
- Рајнхартова хипотеза: глатки октагон има најнижу максималну густину паковања од свих централно-симетричних конвексних равних скупова.[49]
- Проблеми паковање сфера, укључујући густину најгушћег паковања у димензијама различитим од 1, 2, 3, 8 и 24, и његово асимптотско понашање за високе димензије.
- Паковање квадрата у квадрату: која је асимптотска стопа раста изгубљеног простора?[50]
- Уламова хипотеза о паковању о идентитету најгоре пакујућег конвексног тела.[51]
- Тамесов проблем за бројеве чворова веће од 14 (осим 24).[52]

#### Диференцијална геометрија
- Сферни Бернштајнов проблем, генерализација Бернштајновог проблема.
- Каратеодоријева хипотеза: свака конвексна, затворена и два пута диференцијабилна површ у тродимензионалном Еуклидовом простору има најмање две умбиличке тачке.
- Картан-Хадамарова хипотеза: да ли се класична изопериметријска неједнакост за подскупове Еуклидовог простора може проширити на просторе непозитивне кривине, познате као Картан-Хадамарове многострукости?
- Чернова хипотеза (афина геометрија) да Ојлерова карактеристика компактне афине многострукости нестаје.
- Чернова хипотеза за хиперповрши у сферама, низ блиско повезаних хипотеза.
- Проблем затворене криве: наћи (експлицитне) неопходне и довољне услове који одређују када је, за дате две периодичне функције са истим периодом, интегрална крива затворена.[53]
- Хипотеза о површини испуњавања, да хемисфера има минималну површину међу површинама без пречица у Еуклидовом простору чија граница формира затворену криву дате дужине.[54]
- Хофове хипотезе које повезују кривину и Ојлерову карактеристику Риманових многострукости виших димензија.[55]
- Осерманова хипотеза: да је свака Осерманова многострукост или равна или локално изометрична симетричном простору ранга један.[56]
- Јауова хипотеза о првој својственој вредности да је прва својствена вредност за Лаплас-Белтрамијев оператор на уграђеној минималној хиперповрши од {\displaystyle S^{n+1}} једнака {\displaystyle n}.

#### Дискретна геометрија
- Хипотеза о великој-линији-великој-клики о постојању или много колинеарних тачака или много међусобно видљивих тачака у великим равним скуповима тачака.[57]
- Хедвигерова хипотеза (комбинаторна геометрија) о покривању n-димензионалних конвексних тела са највише 2n мањих копија.[58]
- Решавање проблема срећног краја за произвољно {\displaystyle n}.[59]
- Побољшање доњих и горњих граница за Хајлбронов проблем троугла.
- Калаијева 3d хипотеза о најмањем могућем броју страна централно симетричних политопа.[60]
- Кобонов проблем троугла о троугловима у аранжманима линија.[61]
- Куснерова хипотеза: највише {\displaystyle 2d} тачака може бити еквидистантно у {\displaystyle L^{1}} просторима.[62]
- Макмуленов проблем о пројективном трансформисању скупова тачака у конвексан положај.[63]
- Проблем непрозирне шуме о проналажењу непрозирних скупова за различите равне облике.
- Колико јединичних удаљености може бити одређено скупом од n тачака у Еуклидској равни?[64]
- Проналажење подударних горњих и доњих граница за k-скупове и линије преполовљавања.[65]
- Паковање троножаца:[66] колико троножаца може имати своје врхове упаковане у дату коцку?

#### Еуклидска геометрија
- Атијина хипотеза о конфигурацијама о инвертибилности одређене матрице {\displaystyle n}-са-{\displaystyle n} која зависи од {\displaystyle n} тачака у {\displaystyle \mathbb {R} ^{3}}.[67]
- Белманов проблем изгубљеног у шуми – наћи најкраћи пут који гарантовано стиже до границе датог облика, полазећи од непознате тачке облика са непознатом оријентацијом.[68]
- Боромејски прстенови — да ли постоје три неувезане просторне криве, од којих нису све три кружнице, које се не могу распоредити да формирају ову везу?[69]
- Конелијева хипотеза цветања: Да ли свака мрежа конвексног полиедра има цветање?[70]
- Данцеров проблем и Конвејев проблем мртве муве – да ли постоје Данцерови скупови ограничене густине или ограничене сепарације?[71]
- Дисекција у ортосхеме – да ли је могуће за симплексе сваке димензије?[72]
- Ерхартова хипотеза о волумену: конвексно тело {\displaystyle K} у {\displaystyle n} димензија које садржи једну тачку решетке у својој унутрашњости као свој центар масе не може имати волумен већи од {\displaystyle (n+1)^{n}/n!}
- Фалконерова хипотеза: скупови Хаусдорфове димензије веће од {\displaystyle d/2} у {\displaystyle \mathbb {R} ^{d}} морају имати скуп удаљености ненулте Лебегове мере.[73]
- Вредности Хермитових константи за димензије различите од 1–8 и 24.
- Који је најмањи могући број страна за холихедрон?
- Проблем уписаног квадрата, такође познат као Теплицова хипотеза и проблем квадратног клина – да ли свака Жорданова крива има уписани квадрат?[74]
- Какејина хипотеза – да ли {\displaystyle n}-димензионални скупови који садрже јединични сегмент праве у сваком правцу нужно имају Хаусдорфову и Минковскијеву димензију једнаку {\displaystyle n}?[75]
- Келвинов проблем о партицијама простора минималне површине у ћелије једнаке запремине, и оптималност Вир-Феланове структуре као решења Келвиновог проблема.[76]
- Лебегов проблем универзалног покривања о минималној површини конвексног облика у равни који може покрити било који облик пречника један.[77]
- Малерова хипотеза о производу волумена централно симетричног конвексног тела и његовог поларног скупа.[78]
- Мозеров проблем црва – која је најмања површина облика који може покрити сваку криву јединичне дужине у равни?[79]
- Проблем покретне софе – која је највећа површина облика који се може маневрисати кроз ходник у облику слова L ширине један?[80]
- У паралелоедру:
  - Да ли сваки сферни неконвексни полиедар који поплочава простор транслацијом може имати своје стране груписане у закрпе са истом комбинаторном структуром као паралелоедар?[81]
  - Да ли свако поплочавање вишедимензионалног простора транслацијама конвексних политопских плочица има афину трансформацију која га води у Воронојев дијаграм?[82]
- Да ли сваки конвексни полиедар има Рупертово својство?[83][84]
- Шепардов проблем (познат и као Дирерова хипотеза) – да ли сваки конвексни полиедар има мрежу, или једноставно развијање ивица?[85][86]
- Да ли постоји неконвексни полиедар без самопресека са више од седам страна, од којих све деле ивицу једна са другом?
- Томсонов проблем – која је конфигурација минималне енергије {\displaystyle n} међусобно одбојних честица на јединичној сфери?[87]
- Конвексни униформни 5-политопи – наћи и класификовати комплетан скуп ових облика.[88]

### Теорија графова

#### Алгебарска теорија графова
- Бабаијев проблем: које су групе Бабаијеве инваријантне групе?
- Брауерова хипотеза о горњим границама за суме својствених вредности Лапласијана графова у терминима њиховог броја ивица.

#### Игре на графовима
- Да ли постоји граф {\displaystyle G} такав да је доминирајући број {\displaystyle \gamma (G)} једнак вечном доминирајућем броју {\displaystyle \gamma }∞{\displaystyle (G)} од {\displaystyle G} и {\displaystyle \gamma (G)} је мањи од броја покривача клика од {\displaystyle G}? [89]
- Грејемова хипотеза о поплочавању о броју поплочавања Декартових производа графова.[90]
- Мејнијелова хипотеза да је број полицајаца {\displaystyle O({\sqrt {n}})}.[91]
- Претпоставимо да Алиса има победничку стратегију за игру бојења темена на графу {\displaystyle G} са {\displaystyle k} боја. Да ли има једну за {\displaystyle k+1} боја?[92]

#### Бојење и означавање графова
- Хипотеза 1-факторизације да ако је {\displaystyle n} непаран или паран и {\displaystyle k\geq n,n-1} респективно, онда је {\displaystyle k}-регуларни граф са {\displaystyle 2n} темена 1-факторизабилан.
  - Хипотеза савршене 1-факторизације да сваки комплетан граф на парном броју темена допушта савршену 1-факторизацију.
- Сереседина хипотеза о пречнику простора бојења дегенерисаних графова.[93]
- Проблем Земља-Месец: који је максимални хроматски број бипланарних графова?[94]
- Ердеш-Фабер-Ловасова хипотеза о бојењу унија клика.[95]
- Хипотеза грациозног дрвета да свако дрво допушта грациозно означавање.
  - Росина хипотеза да су сви троугласти кактуси грациозни или скоро-грациозни.
- Ђарфаш-Самнерова хипотеза о χ-ограничености графова са забрањеним индукованим дрветом.[96]
- Хедвигерова хипотеза (теорија графова) која повезује бојење са минорима клика.[97]
- Хедвигер-Нелсонов проблем о хроматском броју графова јединичне удаљености.[98]
- Јегерова хипотеза Петерсеновог бојења: сваки кубни граф без мостова има циклус-континуално пресликавање на Петерсенов граф.[99]
- Хипотеза о бојењу листе: за сваки граф, хроматски индекс листе једнак је хроматском индексу.[100]
- Хипотеза о препуном графу да је граф са максималним степеном {\displaystyle \Delta (G)\geq n/3} класе 2 ако и само ако има препун подграф {\displaystyle S} који задовољава {\displaystyle \Delta (S)=\Delta (G)}.
- Хипотеза о тоталном бојењу Бехзада и Визинга да је тотални хроматски број највише два плус максимални степен.[101]

#### Цртање и уграђивање графова
- Албертсонова хипотеза: број пресека може се доње ограничити бројем пресека комплетног графа са истим хроматским бројем.[102]
- Конвејева хипотеза о треклу[103] да трекли не могу имати више ивица него темена.
- GNRS хипотеза о томе да ли фамилије графова затворене под минорима имају {\displaystyle \ell _{1}} уграђивања са ограниченом дисторзијом.[104]
- Харбортова хипотеза: сваки планарни граф може се нацртати са целобројним дужинама ивица.[105]
- Негамијева хипотеза о уграђивању графова са планарним покривачима у пројективну раван.[106]
- Снажна Пападимитриу-Ратајчакова хипотеза: сваки полиедарски граф има конвексно похлепно уграђивање.[107]
- Туранов проблем циглане – Да ли постоји цртеж било ког комплетног бипартитног графа са мање пресека од броја датог Заранкијевичевом формулом?[108]
- Универзални скуп тачака субквадратне величине за планарне графове.[109]

#### Ограничење параметара графа
- Конвејев проблем 99-графа: да ли постоји јако регуларан граф са параметрима (99,14,1,2)?[110]
- Проблем степен-пречник: дати два позитивна цела броја {\displaystyle d,k}, који је највећи граф пречника {\displaystyle k} такав да сва темена имају степен највише {\displaystyle d}?
- Јоргенсенова хипотеза да је сваки 6-теменски повезан граф без минора K6 апекс граф.[111]
- Да ли постоји Муров граф са обимом 5 и степеном 57?[112]
- Да ли постоји бесконачно много јако регуларних геодетских графова, или било којих јако регуларних геодетских графова који нису Мурови графови?[113]

#### Подграфови
- Барнетова хипотеза: сваки кубни бипартитни 3-повезани планарни граф има Хамилтонов циклус.[114]
- Гилберт-Полакова хипотеза о Штајнеровом односу Еуклидске равни да је Штајнеров однос {\displaystyle {\sqrt {3}}/2}.
- Чваталова хипотеза о жилавости, да постоји број t такав да је сваки t-жилав граф Хамилтонов.[115]
- Хипотеза о двоструком покривачу циклуса: сваки граф без мостова има фамилију циклуса која сваку ивицу укључује двапут.[116]
- Ердеш-Ђарфашова хипотеза о циклусима са дужинама степена два у кубним графовима.[117]
- Ердеш-Хајналова хипотеза о великим кликама или независним скуповима у графовима са забрањеним индукованим подграфом.[118]
- Хипотеза о линеарној арборичности о декомпозицији графова на дисјунктне уније путева према њиховом максималном степену.[119]
- Ловасова хипотеза о Хамилтоновим путевима у симетричним графовима.[120]
- Оберволфахов проблем о томе који 2-регуларни графови имају својство да се комплетан граф на истом броју темена може декомпоновати на ивично-дисјунктне копије датог графа.[121]
- Која је највећа могућа ширина пута n-теменског кубног графа?[122]
- Хипотеза о реконструкцији и нова хипотеза о реконструкцији диграфа о томе да ли је граф јединствено одређен својим подграфовима са избрисаним теменима.[123][124]
- Проблем змије-у-кутији: која је најдужа могућа индуковани пут у {\displaystyle n}-димензионалном хиперкоцкастом графу?
- Самнерова хипотеза: да ли сваки {\displaystyle (2n-2)}-теменски турнир садржи као подграф свако {\displaystyle n}-теменско оријентисано дрво?[125]
- Шиманскијева хипотеза: свака пермутација на {\displaystyle n}-димензионалном двоструко-усмереном хиперкоцкастом графу може се рутирати ивично-дисјунктним путањама.
- Тузина хипотеза: ако је максималан број дисјунктних троуглова {\displaystyle \nu }, да ли се сви троуглови могу погодити скупом од највише {\displaystyle 2\nu } ивица?[126]
- Визингова хипотеза о броју доминације Декартових производа графова.[127]
- Заранкијевичев проблем: колико ивица може бити у бипартитном графу на датом броју темена без комплетних бипартитних подграфова дате величине?

#### Репрезентација графова речима
- Да ли постоје графови на n темена чија репрезентација захтева више од floor(n/2) копија сваког слова?[128][129][130][131]
- Карактерисати (не-)репрезентативне речју планарне графове.[128][129][130][131]
- Карактерисати графове репрезентативне речју у терминима (индукованих) забрањених подграфова.[128][129][130][131]
- Карактерисати репрезентативне речју скоро-триангулације које садрже комплетан граф K4 (таква карактеризација је позната за K4-слободне планарне графове[132]).
- Класификовати графове са репрезентационим бројем 3, то јест, графове који се могу репрезентовати коришћењем 3 копије сваког слова, али се не могу репрезентовати коришћењем 2 копије сваког слова.[133]
- Да ли је тачно да од свих бипартитних графова, крунски графови захтевају најдуже репрезентанте речи?[134]
- Да ли је линијски граф не-репрезентативног речју графа увек не-репрезентативан речју?[128][129][130][131]
- Који (тешки) проблеми на графовима се могу превести на речи које их репрезентују и решити на речима (ефикасно)?[128][129][130][131]

#### Остала теорија графова
- Имплицитна хипотеза о графу о постојању имплицитних репрезентација за споро-растуће наследне фамилије графова.[135]
- Рајзерова хипотеза која повезује максималну величину спаривања и минималну величину трансверзале у хиперграфовима.
- Проблем другог суседства: да ли сваки оријентисани граф садржи теме за које постоји барем толико других темена на удаљености два колико и на удаљености један?[136]
- Сидоренкова хипотеза о густинама хомоморфизама графова у графонима.
- Татове хипотезе:
  - сваки граф без мостова има ток нигде-нула 5.[137]
  - сваки граф без Петерсеновог-минора и мостова има ток нигде-нула 4.[138]
- Вудалова хипотеза да је минималан број ивица у дисеку усмереног графа једнак максималном броју дисјунктних диспој.

### Теорија модела и формални језици
- Черлин-Цилберова хипотеза: Једноставна група чија је теорија првог реда стабилна у {\displaystyle \aleph _{0}} је једноставна алгебарска група над алгебарски затвореним пољем.
- Проблем генерализоване висине звезде: да ли се сви регуларни језици могу изразити коришћењем генерализованих регуларних израза са ограниченим дубинама угнежђивања Клинијевих звезда?
- За која поља бројева важи Хилбертов десети проблем?
- Куекерова хипотеза[139]
- Хипотеза о главном процепу, нпр. за непребројиве теорије првог реда, за АЕК, и за {\displaystyle \aleph _{1}}-засићене моделе пребројиве теорије.[140]
- Шелахова хипотеза о категоричности за {\displaystyle L_{\omega _{1},\omega }}: Ако је реченица категорична изнад Ханфовог броја, онда је категорична у свим кардиналима изнад Ханфовог броја.[140]
- Шелахова хипотеза о евентуалној категоричности: За сваки кардинал {\displaystyle \lambda } постоји кардинал {\displaystyle \mu (\lambda )} такав да ако је АЕК K са LS(K){\displaystyle {}\leq \lambda } категорична у кардиналу изнад {\displaystyle \mu (\lambda )}, онда је категорична у свим кардиналима изнад {\displaystyle \mu (\lambda )}.[140][141]
- Хипотеза о стабилном пољу: свако бесконачно поље са стабилном теоријом првог реда је сепарабилно затворено.
- Хипотеза о стабилном гранању за једноставне теорије.[142]
- Тарскијев проблем експоненцијалне функције: да ли је теорија реалних бројева са експоненцијалном функцијом одлучива?
- Проблем универзалности за C-слободне графове: За које коначне скупове C графова класа C-слободних пребројивих графова има универзалног члана под јаким уграђивањима?[143]
- Проблем спектра универзалности: Да ли постоји теорија првог реда чији је спектар универзалности минималан?[144]
- Вотова хипотеза: број пребројивих модела првог реда комплетне теорије у пребројивом језику је или коначан, {\displaystyle \aleph _{0}}, или {\displaystyle 2^{\aleph _{0}}}.
- Претпоставимо да је K класа модела пребројиве теорије првог реда која изоставља пребројиво много типова. Ако K има модел кардиналности {\displaystyle \aleph _{\omega _{1}}} да ли има модел кардиналности континуума?[145]
- Да ли Хенсонови графови имају својство коначног модела?
- Да ли коначно презентована хомогена структура за коначан релациони језик има коначно много редукта?
- Да ли постоји о-минимална теорија првог реда са транс-експоненцијалном (брзим растом) функцијом?
- Ако је класа атомских модела комплетне теорије првог реда категорична у {\displaystyle \aleph _{n}}, да ли је категорична у сваком кардиналу?[146][147]
- Да ли је свако бесконачно, минимално поље карактеристике нула алгебарски затворено? (Овде, "минимално" значи да је сваки дефинибилан подскуп структуре коначан или ко-коначан.)
- Да ли је Борелова монадна теорија реалног реда (БМТО) одлучива? Да ли је монадна теорија доброг уређења (МТВУ) конзистентно одлучива?[148]
- Да ли је теорија поља Лоранових серија над {\displaystyle \mathbb {Z} _{p}} одлучива? поља полинома над {\displaystyle \mathbb {C} }?
- Да ли постоји логика L која задовољава и Бетово својство и Δ-интерполацију, компактна је, али не задовољава својство интерполације?[149]
- Одредити структуру Кејслеровог реда.[150][151]

### Теорија вероватноће
- Ибрагимов-Јосифескуова хипотеза за φ-мешајуће низове

### Теорија бројева

#### Опште
- Бејлинсонове хипотезе
- Брокаров проблем: да ли постоје целобројна решења за {\displaystyle n!+1=m^{2}} осим {\displaystyle n=4,5,7}?
- Бихијев проблем о довољно дугим низовима квадратних бројева са константном другом разликом.
- Кармајклова хипотеза о тотијент функцији: да ли све вредности Ојлерове фи функције имају мултиплицитет већи од {\displaystyle 1}?
- Касас-Алверо хипотеза: ако полином степена {\displaystyle d} дефинисан над пољем {\displaystyle K} карактеристике {\displaystyle 0} има заједнички фактор са својим првим до {\displaystyle d-1}-ог извода, да ли {\displaystyle f} мора бити {\displaystyle d}-ти степен линеарног полинома?
- Каталан-Диксонова хипотеза о аликвотним низовима: ниједан аликвотни низ није бесконачан али не-понављајући.
- Ердеш-Уламов проблем: да ли постоји густ скуп тачака у равни које су све на рационалним удаљеностима једна од друге?
- Хипотеза о пару експонената: за све {\displaystyle \varepsilon >0}, да ли је пар {\displaystyle (\varepsilon ,1/2+\varepsilon )} пар експонената?
- Гаусов проблем круга: колико далеко број целобројних тачака у кругу са центром у координатном почетку може бити од површине круга?
- Гримова хипотеза: сваки елемент скупа узастопних сложених бројева може се доделити различитом простом броју који га дели.
- Холова хипотеза: за било које {\displaystyle \varepsilon >0}, постоји нека константа {\displaystyle c(\varepsilon )} таква да је или {\displaystyle y^{2}=x^{3}} или {\displaystyle |y^{2}-x^{3}|>c(\varepsilon )x^{1/2-\varepsilon }}.
- Лемеров проблем тотијента: ако {\displaystyle \phi (n)} дели {\displaystyle n-1}, да ли {\displaystyle n} мора бити прост?
- Леополдова хипотеза: p-адски аналог регулатора поља алгебарских бројева не нестаје.
- Магични квадрат од квадрата: да ли постоји магични квадрат 3x3 састављен од различитих савршених квадрата?
- Малеров 3/2 проблем да ниједан реалан број {\displaystyle x} нема својство да су разломљени делови {\displaystyle x(3/2)^{n}} мањи од {\displaystyle 1/2} за све позитивне целе бројеве {\displaystyle n}.
- n хипотеза: генерализација abc хипотезе на више од три цела броја.
  - abc хипотеза: за било које {\displaystyle \varepsilon >0}, {\displaystyle \operatorname {rad} (abc)^{1+\varepsilon }<c} је тачно за само коначно много позитивних {\displaystyle a,b,c} таквих да је {\displaystyle a+b=c}.
  - Спирова хипотеза: за било које {\displaystyle \varepsilon >0}, постоји нека константа {\displaystyle C(\varepsilon )} таква да, за било коју елиптичку криву {\displaystyle E} дефинисану над {\displaystyle \mathbb {Q} } са минималним дискриминантом {\displaystyle \Delta } и кондуктором {\displaystyle f}, имамо {\displaystyle |\Delta |\leq C(\varepsilon )\cdot f^{6+\varepsilon }}.
- Њуманова хипотеза: партициона функција задовољава било коју произвољну конгруенцију бесконачно често.
- Рамануџан-Петерсонова хипотеза: низ повезаних хипотеза које су генерализације оригиналне хипотезе.
- Сато-Тејтова хипотеза: такође низ повезаних хипотеза које су генерализације оригиналне хипотезе.
- Шолцова хипотеза: дужина најкраћег ланца сабирања који производи {\displaystyle 2^{n}-1} је највише {\displaystyle n-1} плус дужина најкраћег ланца сабирања који производи {\displaystyle n}.
- Сингмастерова хипотеза: да ли постоји коначна горња граница за мултиплицитете уноса већих од 1 у Паскаловом троуглу?[152]
- Војтина хипотеза о висинама тачака на алгебарским варијететима над пољима алгебарских бројева.
- Да ли постоји бесконачно много савршених бројева?
- Да ли постоје неки непарни савршени бројеви?
- Да ли постоје квазисавршени бројеви?
- Да ли постоје неки скоро савршени бројеви који нису степени двојке?
- Да ли постоји 65, 66 или 67 идонеалних бројева?
- Да ли постоје парови пријатељских бројева супротне парности?
- Да ли постоје парови заручених бројева исте парности?
- Да ли постоје парови узајамно простих пријатељских бројева?
- Да ли постоји бесконачно много пријатељских бројева?
- Да ли постоји бесконачно много заручених бројева?
- Да ли постоји бесконачно много Ђугиних бројева?
- Да ли сваки рационалан број са непарним имениоцем има непарну похлепну експанзију?
- Да ли постоје Ликрелови бројеви у бази 10?
- Да ли постоје непарни некототијенти?
- Да ли постоје непарни чудни бројеви?
- Да ли постоје (2, 5)-савршени бројеви?
- Да ли постоје Таксикеб(5, 2, n) за n > 1?
- Да ли постоји покривајући систем са непарним различитим модулима?[153]
- Да ли је {\displaystyle \pi } нормалан број (тј. да ли је свака цифра 0–9 једнако честа)?[154]
- Да ли су сви ирационални алгебарски бројеви нормални?
- Да ли је 10 усамљени број?

#### Алгебарска теорија бројева
- Проблем класног броја: да ли постоји бесконачно много реалних квадратних поља бројева са јединственом факторизацијом?
- Фонтен-Мазурова хипотеза: заправо бројне хипотезе, све предложене од стране Жан-Марка Фонтена и Берија Мазура.
- Ган-Грос-Прасад хипотеза: проблем ограничења репрезентације у теорији репрезентације реалних или p-адских Лијевих група.
- Гринбергове хипотезе
- Хермитов проблем: да ли је могуће, за сваки природан број {\displaystyle n}, доделити низ природних бројева сваком реалном броју тако да је низ за {\displaystyle x} на крају периодичан ако и само ако је {\displaystyle x} алгебарски степена {\displaystyle n}?
- Хилбертов једанаести проблем: класификовати квадратне форме над пољима алгебарских бројева.
- Хилбертов девети проблем: наћи најопштији закон реципроцитета за нормне остатке {\displaystyle k}-тог реда у општем пољу алгебарских бројева, где је {\displaystyle k} степен простог броја.
- Хилбертов дванаести проблем: проширити Кронекер-Веберову теорему о Абеловим проширењима {\displaystyle \mathbb {Q} } на било које базно поље бројева.
- Кумер-Вандиверова хипотеза: прости бројеви {\displaystyle p} не деле класни број максималног реалног потпоља {\displaystyle p}-тог циклотомског поља.
- Ланг и Тротерова хипотеза о суперсингуларним простим бројевима да је број суперсингуларних простих бројева мањи од константе {\displaystyle X} унутар константног умношка {\displaystyle {\sqrt {X}}/\ln {X}}.
- Селбергова 1/4 хипотеза: својствене вредности Лапласовог оператора на Масовим таласним формама конгруентних подгрупа су најмање {\displaystyle 1/4}.
- Старкове хипотезе (укључујући Брумер-Старкову хипотезу)
- Карактерисати сва поља алгебарских бројева која имају неку степенску базу.

#### Адитивна теорија бројева
- Ердешова хипотеза о аритметичким прогресијама да ако збир реципрочних вредности чланова скупа позитивних целих бројева дивергира, онда скуп садржи произвољно дуге аритметичке прогресије.
- Ердеш-Туранова хипотеза о адитивним базама: ако је {\displaystyle B} адитивна база реда {\displaystyle 2}, онда број начина на које се позитивни цели бројеви {\displaystyle n} могу изразити као збир два броја у {\displaystyle B} мора тежити бесконачности како {\displaystyle n} тежи бесконачности.
- Гилбретова хипотеза о узастопним применама неозначеног оператора коначне разлике унапред на низ простих бројева.
- Голдбахова хипотеза: сваки паран природан број већи од {\displaystyle 2} је збир два проста броја.
- Ландер, Паркин и Селфриџова хипотеза: ако је збир {\displaystyle m} {\displaystyle k}-тих степена позитивних целих бројева једнак другом збиру {\displaystyle n} {\displaystyle k}-тих степена позитивних целих бројева, онда је {\displaystyle m+n\geq k}.
- Лемоанова хипотеза: сви непарни цели бројеви већи од {\displaystyle 5} могу се представити као збир непарног простог броја и парног полупростог броја.
- Минимални проблем преклапања процене минималног могућег максималног броја појављивања броја у разлици по члановима два једнако велика скупа који партиционишу скуп {\displaystyle \{1,\ldots ,2n\}}.
- Полокове хипотезе
- Да ли се сваки ненегативан цео број појављује у Рекамановој секвенци?
- Сколемов проблем: да ли алгоритам може одредити да ли константно-рекурзивна секвенца садржи нулу?
- Вредности g(k) и G(k) у Воринговом проблему.
- Да ли Уламови бројеви имају позитивну густину?
- Одредити стопу раста rk(N) (види Семередијева теорема).

#### Аналитичка теорија бројева
- Велика Риманова хипотеза: да ли нетривијалне нуле свих аутоморфних Л-функција леже на критичној линији {\displaystyle 1/2+it} са реалним {\displaystyle t}?
  - Генерализована Риманова хипотеза: да ли нетривијалне нуле свих Дирихлеових Л-функција леже на критичној линији {\displaystyle 1/2+it} са реалним {\displaystyle t}?
    - Риманова хипотеза: да ли нетривијалне нуле Риманове зета-функције леже на критичној линији {\displaystyle 1/2+it} са реалним {\displaystyle t}?
- Харди-Литлвудове хипотезе о зета-функцији
- Китинг-Снејтова хипотеза о асимптотикама интеграла који укључује Риманову зета-функцију.[155]
- Хилберт-Полина хипотеза: нетривијалне нуле Риманове зета-функције одговарају својственим вредностима самоадјунгованог оператора.
- Линделефова хипотеза да за све {\displaystyle \varepsilon >0}, {\displaystyle \zeta (1/2+it)=o(t^{\varepsilon })}.
  - Хипотеза о густини за нуле Риманове зета-функције.
- Монтгомеријева хипотеза о парној корелацији: нормализована парна корелациона функција између парова нула Риманове зета-функције је иста као парна корелациона функција случајних Хермитских матрица.
- Пилцов проблем делилаца о ограничавању {\displaystyle \Delta _{k}(x)=D_{k}(x)-xP_{k}(\log(x))}.
  - Дирихлеов проблем делилаца: специфичан случај Пилцовог проблема делилаца за {\displaystyle k=1}.
- Да ли постоје Сигелове нуле?
- Наћи вредност Де Бројн-Њуманове константе.

#### Рачунарска теорија бројева
- Да ли се факторизација целих бројева може урадити у полиномијалном времену?

#### Диофантска апроксимација и теорија трансцендентних бројева
- Литлвудова хипотеза: за било која два реална броја {\displaystyle \alpha ,\beta }, {\displaystyle \liminf _{n\rightarrow \infty }n\,\Vert n\alpha \Vert \,\Vert n\beta \Vert =0}, где је {\displaystyle \Vert x\Vert } удаљеност од {\displaystyle x} до најближег целог броја.
- Шануелова хипотеза о трансцендентном степену одређених проширења поља рационалних бројева.[156] Конкретно: Да ли су {\displaystyle \pi } и {\displaystyle e} алгебарски независни? Које нетривијалне комбинације трансцендентних бројева (као што су {\displaystyle e+\pi ,e\pi ,\pi ^{e},\pi ^{\pi },e^{e}}) су саме по себи трансцендентне?[157][158]
- Хипотеза четири експоненцијала: трансценденција барем једног од четири експоненцијала комбинација ирационалних бројева.[156]
- Да ли су Ојлерова константа {\displaystyle \gamma } и Каталанова константа {\displaystyle G} ирационалне? Да ли су трансцендентне? Да ли је Аперијева константа {\displaystyle \zeta (3)} трансцендентна?[159][160]
- Који трансцендентни бројеви су (експоненцијални) периоди?[161]
- Колико добро се не-квадратни ирационални бројеви могу апроксимирати? Која је мера ирационалности специфичних (сумњивих) трансцендентних бројева као што су {\displaystyle \pi } и {\displaystyle \gamma }?[160]
- Који ирационални бројеви имају чланове простог верижног разломка чија геометријска средина конвергира ка Хинчиновој константи?[162]

#### Диофантске једначине
- Билова хипотеза: за сва интегрална решења {\displaystyle A^{x}+B^{y}=C^{z}} где су {\displaystyle x,y,z>2}, сва три броја {\displaystyle A,B,C} морају делити неки прост фактор.
- Проблем конгруентног броја (королар Бирчове и Свинертон-Дајерове хипотезе, према Танеловој теореми): одредити тачно који су рационални бројеви конгруентни бројеви.
- Ердеш-Мозеров проблем: да ли је {\displaystyle 1^{1}+2^{1}=3^{1}} једино решење Ердеш-Мозерове једначине?
- Ердеш-Штраусова хипотеза: за свако {\displaystyle n\geq 2}, постоје позитивни цели бројеви {\displaystyle x,y,z} такви да је {\displaystyle 4/n=1/x+1/y+1/z}.
- Ферма-Каталанова хипотеза: постоји коначно много различитих решења {\displaystyle (a^{m},b^{n},c^{k})} једначине {\displaystyle a^{m}+b^{n}=c^{k}} са {\displaystyle a,b,c} као позитивним узајамно простим целим бројевима и <математика>м, н, к</математика> као позитивним целим бројевима који задовољавају {\displaystyle 1/m+1/n+1/k<1}.
- Гурмагтигова хипотеза о решењима {\displaystyle (x^{m}-1)/(x-1)=(y^{n}-1)/(y-1)} где су {\displaystyle x>y>1} и {\displaystyle m,n>2}.
- Хипотеза јединствености за Марковљеве бројеве[163] да је сваки Марковљев број највећи број у тачно једном нормализованом решењу Марковљеве Диофантске једначине.
- Пилаијева хипотеза: за било које {\displaystyle A,B,C}, једначина {\displaystyle Ax^{m}-By^{n}=C} има коначно много решења када {\displaystyle m,n} нису оба {\displaystyle 2}.
- Који се цели бројеви могу написати као збир три савршена куба?[164]
- Да ли се сваки цео број може написати као збир четири савршена куба?

#### Прости бројеви
- Аго-Ђугина хипотеза о Бернулијевим бројевима да је {\displaystyle p} прост ако и само ако је {\displaystyle pB_{p-1}\equiv -1{\pmod {p}}}.
- Агравалова хипотеза да за дате узајамно просте позитивне целе бројеве {\displaystyle n} и {\displaystyle r}, ако је {\displaystyle (X-1)^{n}\equiv X^{n}-1{\pmod {n,X^{r}-1}}}, онда је или {\displaystyle n} прост или {\displaystyle n^{2}\equiv 1{\pmod {r}}}.
- Артинова хипотеза о примитивним коренима да ако цео број није ни савршен квадрат ни {\displaystyle -1}, онда је примитивни корен по модулу бесконачно много простих бројева {\displaystyle p}.
- Брокарова хипотеза: увек постоје најмање {\displaystyle 4} проста броја између узастопних квадрата простих бројева, осим између {\displaystyle 2^{2}} и {\displaystyle 3^{2}}.
- Буњаковскијева хипотеза: ако полином {\displaystyle f} са целобројним коефицијентима има позитиван водећи коефицијент, нередуктибилан је над целим бројевима и нема заједничких фактора за све {\displaystyle f(x)} где је {\displaystyle x} позитиван цео број, тада је {\displaystyle f(x)} прост број бесконачно много пута.
- Каталанова хипотеза о Мерсеновим бројевима: неки Каталан-Мерсенов број је сложен, те су стога сви Каталан-Мерсенови бројеви сложени након одређене тачке.
- Диксонова хипотеза: за коначан скуп линеарних форми {\displaystyle a_{1}+b_{1}n,\ldots ,a_{k}+b_{k}n} где је свако {\displaystyle b_{i}\geq 1}, постоји бесконачно много {\displaystyle n} за које су све форме просте, осим ако постоји неки конгруентни услов који то спречава.
- Дубнерова хипотеза: сваки паран број већи од {\displaystyle 4208} је збир два проста броја који обојица имају близанца.
- Елиот-Халберстамова хипотеза о расподели простих бројева у аритметичким низовима.
- Ердеш-Молин-Волшова хипотеза: не постоје три узастопна моћна броја.
- Фајт-Томпсонова хипотеза: за све различите просте бројеве {\displaystyle p} и {\displaystyle q}, {\displaystyle (p^{q}-1)/(p-1)} не дели {\displaystyle (q^{p}-1)/(q-1)}.
- Форчунова хипотеза да ниједан срећни број није сложен.
- Проблем Гаусовог шанца: да ли је могуће пронаћи бесконачан низ различитих Гаусових простих бројева тако да је разлика између узастопних бројева у низу ограничена?
- Гилисова хипотеза о расподели простих делитеља Мерсенових бројева.
- Ландауови проблеми
  - Голдбахова хипотеза: сви парни природни бројеви већи од {\displaystyle 2} су збир два проста броја.
  - Лежандрова хипотеза: за сваки позитиван цео број {\displaystyle n}, постоји прост број између {\displaystyle n^{2}} и {\displaystyle (n+1)^{2}}.
  - Хипотеза о простим близанцима: постоји бесконачно много простих близанаца.
  - Да ли постоји бесконачно много простих бројева облика {\displaystyle n^{2}+1}?
- Проблеми повезани са Линиковом теоремом.
- Нова хипотеза о Мерсеновим бројевима: за било који непаран природан број {\displaystyle p}, ако су било која два од три услова {\displaystyle p=2^{k}\pm 1} или {\displaystyle p=4^{k}\pm 3}, {\displaystyle 2^{p}-1} је прост, и {\displaystyle (2^{p}+1)/3} је прост тачна, онда је и трећи услов тачан.
- Полињакова хипотеза: за све позитивне парне бројеве {\displaystyle n}, постоји бесконачно много размака између простих бројева величине {\displaystyle n}.
- Шинцелова хипотеза H: за сваку коначну колекцију {\displaystyle \{f_{1},\ldots ,f_{k}\}} неконстантних иредуцибилних полинома над целим бројевима са позитивним водећим коефицијентима, или постоји бесконачно много позитивних целих бројева {\displaystyle n} за које су {\displaystyle f_{1}(n),\ldots ,f_{k}(n)} сви прости, или постоји неки фиксни делитељ {\displaystyle m>1} који, за све {\displaystyle n}, дели неки {\displaystyle f_{i}(n)}.
- Селфриџова хипотеза: да ли је 78.557 најмањи Сјерпињскијев број?
- Да ли конверзација Волстенхолмове теореме важи за све природне бројеве?
- Да ли су сви Еуклидови бројеви без квадрата?
- Да ли су сви Фермаови бројеви без квадрата?
- Да ли су сви Мерсенови бројеви са простим индексом без квадрата?
- Да ли постоје било који сложени c који задовољавају 2c − 1 ≡ 1 (mod c2)?
- Да ли постоје Вол-Сан-Сан прости бројеви?
- Да ли постоје Виферихови прости бројеви у бази 47?
- Да ли постоји бесконачно много уравнотежених простих бројева?
- Да ли постоји бесконачно много Карол простих бројева?
- Да ли постоји бесконачно много кластер простих бројева?
- Да ли постоји бесконачно много простих рођака?
- Да ли постоји бесконачно много Каленових простих бројева?
- Да ли постоји бесконачно много Еуклидових простих бројева?
- Да ли постоји бесконачно много Фибоначијевих простих бројева?
- Да ли постоји бесконачно много Кумерових простих бројева?
- Да ли постоји бесконачно много Кинеа простих бројева?
- Да ли постоји бесконачно много Лукасових простих бројева?
- Да ли постоји бесконачно много Мерсенових простих бројева (Ленстра-Померанс-Вагстафова хипотеза); еквивалентно, бесконачно много парних савршених бројева?
- Да ли постоји бесконачно много Њуман-Шенкс-Вилијамсових простих бројева?
- Да ли постоји бесконачно много палиндромских простих бројева у свакој бази?
- Да ли постоји бесконачно много Пелових простих бројева?
- Да ли постоји бесконачно много Пјерпонтових простих бројева?
- Да ли постоји бесконачно много простих четворки?
- Да ли постоји бесконачно много простих тројки?
- Зигелова хипотеза: да ли постоји бесконачно много регуларних простих бројева, и ако је тако, да ли је њихова природна густина као подскуп свих простих бројева {\displaystyle e^{-1/2}}?
- Да ли постоји бесконачно много секси простих бројева?
- Да ли постоји бесконачно много сигурних и Софи Жермен простих бројева?
- Да ли постоји бесконачно много Вагстафових простих бројева?
- Да ли постоји бесконачно много Виферихових простих бројева?
- Да ли постоји бесконачно много Вилсонових простих бројева?
- Да ли постоји бесконачно много Волстенхолмових простих бројева?
- Да ли постоји бесконачно много Вудалових простих бројева?
- Да ли прост број p може задовољити {\displaystyle 2^{p-1}\equiv 1{\pmod {p^{2}}}} и {\displaystyle 3^{p-1}\equiv 1{\pmod {p^{2}}}} истовремено?[165]
- Да ли се сваки прост број појављује у Еуклид-Мулиновом низу?
- Који је најмањи Скјузов број?
- За било који дати цео број a > 0, да ли постоји бесконачно много Лукас-Виферихових простих бројева повезаних са паром (a, −1)? (Посебно, када је a = 1, то су Фибоначи-Виферихови прости бројеви, а када је a = 2, то су Пел-Виферихови прости бројеви)
- За било који дати цео број a > 0, да ли постоји бесконачно много простих бројева p таквих да је ap − 1 ≡ 1 (mod p2)?[166]
- За било који дати цео број b који није савршен степен и није облика −4k4 за цео број k, да ли постоји бесконачно много репјунит простих бројева у бази b?
- За било које дате целе бројеве {\displaystyle k\geq 1,b\geq 2,c\neq 0}, са gcd(k, c) = 1 и gcd(b, c) = 1, да ли постоји бесконачно много простих бројева облика {\displaystyle (k\times b^{n}+c)/\gcd(k+c,b-1)} са целим бројем n ≥ 1?
- Да ли је сваки Фермаов број {\displaystyle 2^{2^{n}}+1} сложен за {\displaystyle n>4}?
- Да ли је 509.203 најмањи Ризелов број?

### Теорија скупова
Напомена: Ове хипотезе се односе на моделе Цермело-Френкелове теорије скупова са аксиомом избора, и можда се не могу изразити у моделима других теорија скупова као што су различите конструктивне теорије скупова или теорије скупова без фундирања.
- (Вудин) Да ли генерализована хипотеза континуума испод јако компактног кардинала имплицира генерализовану хипотезу континуума свуда?
- Да ли генерализована хипотеза континуума повлачи за собом <math>{\diamondsuit(E^{\lambda^+}_{\operatorname{cf}(\lambda)}})</math> за сваки сингуларни кардинал {\displaystyle \lambda }?
- Да ли генерализована хипотеза континуума имплицира постојање ℵ2-Суслиновог дрвета?
- Ако је ℵω јак лимитни кардинал, да ли је {\displaystyle 2^{\aleph _{\omega }}<\aleph _{\omega _{1}}} (видети Хипотеза о сингуларним кардиналима)? Најбољу границу, ℵω4, добио је Шелах користећи своју PCF теорију.
- Проблем проналажења коначног језгро модела, оног који садржи све велике кардинале.
- Вудинова Ω-хипотеза: ако постоји права класа Вудинових кардинала, тада Ω-логика задовољава аналог Геделове теореме о потпуности.
- Да ли конзистентност постојања јако компактног кардинала имплицира конзистентно постојање суперкомпактног кардинала?
- Да ли постоји Јонсонова алгебра на ℵω?
- Да ли је OCA (аксиом отвореног бојења) конзистентан са {\displaystyle 2^{\aleph _{0}}>\aleph _{2}}?
- Рајнхартови кардинали: Без претпоставке аксиома избора, може ли постојати нетривијално елементарно утапање V→V?

### Топологија
- Баум-Конова хипотеза: мапа склапања је изоморфизам.
- Бержова хипотеза да су једини чворови у 3-сфери који допуштају просторне сочивасте хирургије Бержови чворови.
- Бинг-Борсукова хипотеза: сваки {\displaystyle n}-димензионални хомогени апсолутни суседски ретракт је тополошка многострукост.
- Борелова хипотеза: асферичне затворене многострукости су одређене до хомеоморфизма својом фундаменталном групом.
- Халперинова хипотеза о рационалним Серовим спектралним секвенцама одређених фибрација.
- Хилберт-Смитова хипотеза: ако локално компактана тополошка група има непрекидну, верно деловање групе на тополошкој многострукости, онда група мора бити Лијева група.
- Мазурове хипотезе[167]
- Новиковљева хипотеза о хомотопској инваријантности одређених полинома у Понтрјагиновим класама многострукости, које произилазе из фундаменталне групе.
- Квадрисеканте дивљих чворова: претпоставља се да дивљи чворови увек имају бесконачно много квадрисеканти.[168]
- Хипотеза телескопа: последња од Равенелових хипотеза у стабилној хомотопској теорији која треба да буде решена.Објављен је деманти, са препринтом доступним на arXiv.[169]</ref>
- Проблем одвезивања чвора: да ли се тривијални чворови могу препознати у полиномијалном времену?
- Хипотеза о запремини која повезује квантне инваријанте чворова са хиперболичком геометријом њихових комплемената чворова.
- Вајтхедова хипотеза: сваки повезани поткомплекс дводимензионалног асферичног CW-комплекса је асферичан.
- Земанова хипотеза: ако је дат коначан контрактибилан дводимензионални CW-комплекс {\displaystyle K}, да ли је простор {\displaystyle K\times [0,1]} колапсибилан?
- Хипотеза о блиској Лагранжовој подмногострукости: доказати или пронаћи контрапример тврдњи: Свака затворена тачна Лагранжова подмногострукост котангентног снопа затворене многострукости је Хамилтоновски изотопска нултој секцији.[170]

## Проблеми решени од 1995. године

### Алгебра
- Мазурова хипотеза Б (Веселин Димитров, Зијанг Гао и Филип Хабегер, 2020)[171]
- Суитина хипотеза (Ћиан Гуан и Сјангју Џоу, 2015) [172]
- Торзиона хипотеза (Лоик Мерел, 1996)[173]
- Карлиц-Ван хипотеза (Хендрик Ленстра, 1995)[174]
- Серова хипотеза о ненегативности (Офер Габер, 1995)

### Анализа
- Кадисон-Сингеров проблем (Адам Маркус, Данијел Спилман и Никил Сривастава, 2013)[175][176] (и Фајхтингерова хипотеза, Андерсонове хипотезе о поплочавању, Виверова диспаритетна теоријска {\displaystyle KS_{r}} и {\displaystyle KS'_{r}} хипотезе, Бурген-Цафриријева хипотеза и {\displaystyle R_{\varepsilon }}-хипотеза)
- Алфорсова хипотеза о мери (Ијан Агол, 2004)[177]
- Хипотеза о градијенту (Кшиштоф Курдика, Тадеуш Мостовски, Адам Парусински, 1999)[178]

### Комбинаторика
- Ердешова хипотеза о збировима скупова (Жоел Мореира, Флоријан Рихтер, Доналд Робертсон, 2018)[179]
- Мекмуленова г-хипотеза о могућим бројевима страна различитих димензија у симплицијалној сфери (такође Гринбаумова хипотеза, неколико хипотеза Кинела) (Карим Адипрасито, 2018)[180][181]
- Хиршова хипотеза (Франсиско Сантос Леал, 2010)[182][183]
- Геселова хипотеза о путањама на решетки (Мануел Кауерс, Кристоф Кучан и Дорон Цајлбергер, 2009)[184]
- Стенли-Вилфова хипотеза (Габор Тардош и Адам Маркус, 2004)[185] (и такође Алон-Фридгут хипотеза)
- Кемницова хипотеза (Кристијан Рајер, 2003, Карлос ди Фиоре, 2003)[186]
- Камерон-Ердешова хипотеза (Бен Грин, 2003, Александар Сапоженко, 2003)[187][188]

### Динамички системи
- Цимерова хипотеза (Арон Браун, Дејвид Фишер и Себастијан Уртадо-Салазар, 2017)[189]
- Пенлевеова хипотеза (Ђинсин Сјуе, 2014)[190][191]

### Теорија игара
- Постојање незавршне игре мољакање комшије (Брејден Касела, 2024)[192]
- Проблем анђела (Разни независни докази, 2006)[193][194][195][196]

### Геометрија

#### 21. век
- Ајнштајнов проблем (Дејвид Смит, Џозеф Семјуел Мајерс, Крејг С. Каплан, Хаим Гудман-Штраус, 2024)[197]
- Хипотеза о максималном рангу (Ерик Ларсон, 2018)[198]
- Вејбелова хипотеза (Мориц Керц, Флоријан Штрунк и Георг Таме, 2018)[199]
- Јауова хипотеза (Антоан Сонг, 2018)[200][201]
- Поплочавање петоуглом (Микаел Рао, 2017)[202]
- Вилморова хипотеза (Фернандо Кода Маркес и Андре Невес, 2012)[203]
- Ердешов проблем различитих растојања (Лари Гат, Нетс Хок Кац, 2011)[204]
- Хипотеза о хетерогеном поплочавању (квадрирање равни) (Фредерик В. Хенле и Џејмс М. Хенле, 2008)[205]
- Хипотеза о питомости (Ијан Агол, 2004)[177]
- Теорема о крајњој ламинацији (Џефри Ф. Брок, Ричард Д. Канари, Јаир Н. Мински, 2004)[206]
- Проблем столарског лењира (Роберт Конели, Ерик Демен, Гинтер Роте, 2003)[207]
- Ламбда г хипотеза (Карел Фабер и Рахул Пандхарипанде, 2003)[208]
- Нагатина хипотеза (Иван Шестаков, Уалбаи Умирбаев, 2003)[209]
- Хипотеза о двоструком мехуру (Мајкл Хачингс, Френк Морган, Мануел Ритор, Антонио Рос, 2002)[210]

#### 20. век
- Теорема саћа (Томас Калистер Хејлс, 1999)[211]
- Лангеова хипотеза (Монсерат Теишидор и Бигас и Барбара Русо, 1999)[212]
- Богомоловљева хипотеза (Емануел Улмо, 1998, Шоу-Ву Џанг, 1998)[213][214]
- Кеплерова хипотеза (Семјуел Фергусон, Томас Калистер Хејлс, 1998)[215]
- Додекаедарска хипотеза (Томас Калистер Хејлс, Шон Меклохлин, 1998)[216]

### Теорија графова
- Кан-Калаи хипотеза (Џињоунг Парк и Хуи Туан Фам, 2022)[217]
- Бланкеншип-Опоровски хипотеза о дебљини књиге подела (Вида Дујмовић, Дејвид Епстајн, Роберт Хикингботам, Пет Морин и Дејвид Вуд, 2021)[218]
- Рингелова хипотеза да се комплетан граф {\displaystyle K_{2n+1}} може разложити на {\displaystyle 2n+1} копија било ког дрвета са {\displaystyle n} грана (Ричард Монтгомери, Бени Судаков, Алексеј Покровски, 2020)[219][220]
- Деманти Хедетнијемијеве хипотезе о хроматском броју тензорских производа графова (Јарослав Шитов, 2019)[221]
- Келманс-Симорова хипотеза (Давеи Хе, Јан Ванг и Сингсинг Ју, 2020)[222][223][224][225]
- Голдберг-Симорова хипотеза (Гуантао Чен, Гуангминг Ђинг и Венан Цанг, 2019)[226]
- Бабаијев проблем (Алиреза Абдолахи, Мајсам Залаги, 2015)[227]
- Алспахова хипотеза (Дарин Брајант, Данијел Хорсли, Вилијам Петерсон, 2014)
- Алон-Сакс-Симорова хипотеза (Хао Хуанг, Бени Судаков, 2012)
- Рид-Хогарова хипотеза (Џун Хух, 2009)[228]
- Шајнерманова хипотеза (Жереми Шалопен и Данијел Гонсалвес, 2009)[229]
- Ердеш-Менгерова хипотеза (Рон Ахарони, Ели Бергер 2007)[230]
- Хипотеза о бојењу путева (Аврахам Трахтман, 2007)[231]
- Робертсон-Симорова теорема (Нил Робертсон, Пол Симор, 2004)[232]
- Јака хипотеза о савршеном графу (Марија Чудновски, Нил Робертсон, Пол Симор и Робин Томас, 2002)[233]
- Тоидина хипотеза (Михаил Музичук, Михаил Клин и Рајнхард Пешел, 2001)[234]
- Хараријева хипотеза о интегралном збирном броју комплетних графова (Џибо Чен, 1996)[235]

### Теорија група
- Хана Нојманова хипотеза (Џоел Фридман, 2011, Игор Минејев, 2011)[236][237]
- Теорема о густини (Хосеин Намази, Хуан Соуто, 2010)[238]
- Потпуна класификација коначних простих група (Коичиро Харада, Роналд Соломон, 2008)

### Теорија бројева

#### 21. век
- Андре-Ортова хипотеза (Џонатан Пила, Анант Шанкар, Јакоб Цимерман, 2021)[239]
- Дафин-Шеферова теорема (Димитрис Кукулопулос, Џејмс Мејнард, 2019)
- Главна хипотеза у Виноградовљевој теореми о средњој вредности (Жан Бурген, Чипријан Деметра, Лари Гат, 2015)[240]
- Слаба Голдбахова хипотеза (Харалд Хелфгот, 2013)[241][242][243]
- Постојање ограничених размака између произвољно великих простих бројева (Јитанг Џанг, Polymath8, Џејмс Мејнард, 2013)[244][245][246]
- Проблем Сидоновог скупа (Хавијер Сиљеруело, Имре З. Ружа и Карлос Винуеса, 2010)[247]
- Серова модуларна хипотеза (Чандрашекхар Кхаре и Жан-Пјер Винтенбергер, 2008)[248][249][250]
- Грин-Таова теорема (Бен Грин и Теренс Тао, 2004)[251]
- Каталанова хипотеза (Преда Михаилеску, 2002)[252]
- Ердеш-Грејемов проблем (Ернест С. Крут III, 2000)[253]

#### 20. век
- Лафоргова теорема (Лоран Лафорг, 1998)[254]
- Последња Фермаова теорема (Ендру Вајлс и Ричард Тејлор, 1995)[255][256]

### Ремзијева теорија
- Бур-Ердешова хипотеза (Чонгбум Ли, 2017)[257]
- Проблем Булових Питагориних тројки (Маријн Хеуле, Оливер Кулман, Виктор В. Марек, 2016)[258][259]

### Теоријска рачунарска наука
- Хипотеза о осетљивости за Булове функције (Хао Хуанг, 2019)[260]

### Топологија
- Одлучивање да ли је Конвејев чвор slice чвор (Лиса Пичирило, 2020)[261][262]
- Виртуелна Хакенова хипотеза (Ијан Агол, Данијел Гроувс, Џејсон Менинг, 2012)[263] (и радом Данијела Вајса такође и виртуално фибрирана хипотеза)
- Хсианг-Лосонова хипотеза (Симон Брендле, 2012)[264]
- Еренпрајсова хипотеза (Џереми Кан, Владимир Марковић, 2011)[265]
- Атијаова хипотеза за групе са коначним подгрупама неограниченог реда (Остин, 2009)[266]
- Хипотеза о кобордизму (Јакоб Лури, 2008)[267]
- Хипотеза о сферном просторном облику (Григориј Перелман, 2006)
- Поенкареова хипотеза (Григориј Перелман, 2002)[268]
- Геометризациона хипотеза, (Григориј Перелман,[268] серија препринта 2002–2003)[269]
- Никиелова хипотеза (Мери Елен Рудин, 1999)[270]
- Деманти Ганеине хипотезе (Ивасе, 1997)[271]

### Некатегоризовано

#### 2010-е
- Ердешов проблем диспаритета (Теренс Тао, 2015)[272]
- Умбрална месечина хипотеза (Џон Ф. Р. Данкан, Мајкл Џ. Грифин, Кен Оно, 2015)[273]
- Андерсонова хипотеза о коначном броју класа дифеоморфизма колекције 4-многострукости које задовољавају одређена својства (Џеф Чигер, Арон Набер, 2014)[274]
- Гаусова корелациона неједнакост (Томас Ројен, 2014)[275]
- Бекова хипотеза о диспаритетима система скупова конструисаних од три пермутације (Аланта Њуман, Александар Николов, 2011)[276]
- Блох-Като хипотеза (Владимир Војеводски, 2011)[277] (и Квилен-Лихтенбаумова хипотеза и радом Томаса Гајсера и Марка Левина (2001) такође и Беилинсон-Лихтенбаумова хипотеза[278][279][280])

#### 2000-е
- Кауфман-Хараријева хипотеза (Томас Матман, Пабло Солис, 2009)[281]
- Хипотеза о површинској подгрупи (Џереми Кан, Владимир Марковић, 2009)[282]
- Нормална скаларна кривинска хипотеза и Бетхер-Венцелова хипотеза (Џићин Лу, 2007)[283]
- Ниренберг-Тревесова хипотеза (Нилс Денкер, 2005)[284][285]
- Лаксова хипотеза (Адријан Луис, Пабло Парило, Мотакури Рамана, 2005)[286]
- Ленглендс-Шелстадова основна лема (Нго Бао Чау и Жерар Ломон, 2004)[287]
- Милонова хипотеза (Владимир Војеводски, 2003)[288]
- Кирилова хипотеза (Ехуд Барух, 2003)[289]
- Кушниренкова хипотеза (Бертран Хас, 2002)[290]
- n! хипотеза (Марк Хајман, 2001)[291] (и такође хипотеза о позитивности Макдоналдових полинома)
- Катонова хипотеза (Паскал Оше, Стив Хофман, Мајкл Лејси, Алан Мекинтош и Филип Чамичијан, 2001)[292]
- Делињова хипотеза о 1-мотивима (Лука Барбијери-Виале, Андреас Розеншон, Морихико Саито, 2001)[293]
- Теорема о модуларности (Кристоф Број, Брајан Конрад, Фред Дајмонд и Ричард Тејлор, 2001)[294]
- Ердеш-Стјуартова хипотеза (Флоријан Лука, 2001)[295]
- Бери-Робинсов проблем (Мајкл Атија, 2000)[296]

### Књиге које разматрају проблеме решене од 1995. године
- Singh, Simon (2002). Fermat's Last Theorem. Fourth Estate. ISBN 978-1-84115-791-7.
- O'Shea, Donal (2007). The Poincaré Conjecture. Penguin. ISBN 978-1-84614-012-9.
- Szpiro, George G. (2003). Kepler's Conjecture. Wiley. ISBN 978-0-471-08601-7.
- Ronan, Mark (2006). Symmetry and the Monster. Oxford. ISBN 978-0-19-280722-9.

### Књиге које разматрају нерешене проблеме
- Chung, Fan; Graham, Ron (1999). Erdös on Graphs: His Legacy of Unsolved Problems. AK Peters. ISBN 978-1-56881-111-6.
- Croft, Hallard T.; Falconer, Kenneth J.; Guy, Richard K. (1994). Unsolved Problems in Geometry. Springer. ISBN 978-0-387-97506-1.
- Guy, Richard K. (2004). Unsolved Problems in Number Theory. Springer. ISBN 978-0-387-20860-2.
- Klee, Victor; Wagon, Stan (1996). Old and New Unsolved Problems in Plane Geometry and Number Theory. The Mathematical Association of America. ISBN 978-0-88385-315-3.
- du Sautoy, Marcus (2003). The Music of the Primes: Searching to Solve the Greatest Mystery in Mathematics. Harper Collins. ISBN 978-0-06-093558-0.
- Derbyshire, John (2003). Prime Obsession: Bernhard Riemann and the Greatest Unsolved Problem in Mathematics. Joseph Henry Press. ISBN 978-0-309-08549-6.
- Devlin, Keith (2006). The Millennium Problems – The Seven Greatest Unsolved* Mathematical Puzzles Of Our Time. Barnes & Noble. ISBN 978-0-7607-8659-8.
- Blondel, Vincent D.; Megrestski, Alexandre (2004). Unsolved problems in mathematical systems and control theory. Princeton University Press. ISBN 978-0-691-11748-5.
- Ji, Lizhen; Poon, Yat-Sun; Yau, Shing-Tung (2013). Open Problems and Surveys of Contemporary Mathematics (volume 6 in the Surveys in Modern Mathematics series) (Surveys of Modern Mathematics). International Press of Boston. ISBN 978-1-57146-278-7.
- Waldschmidt, Michel (2004). „Open Diophantine Problems” (PDF). Moscow Mathematical Journal. 4 (1): 245—305. ISSN 1609-3321. S2CID 11845578. Zbl 1066.11030. arXiv:math/0312440 . doi:10.17323/1609-4514-2004-4-1-245-305.
- Mazurov, V. D.; Khukhro, E. I. (1. 6. 2015). „Unsolved Problems in Group Theory. The Kourovka Notebook. No. 18 (English version)”. arXiv:1401.0300v6  [math.GR].